# Máddji
Ánne Máddji Heatta Bjelland, känd som Máddji, född 1983, är en norsk-samisk sångare, kompositör, läkare och fotbollsspelare. Máddji är uppväxt i Karasjok (Kárášjohka på nordsamiska) och Kautokeino (Guovdageaidnu på nordsamiska) i Finnmark.

## Karriär
Hösten 2003 fick Máddji lära känna musikern Roger Ludvigsen, och han gav henne chansen att spela in sång på ett projekt han arbetade med. Han insåg Máddjis talanger och uppmuntrade henne att fortsätta med sång.
År 2010 släppte Máddji sitt första album Dobbelis / Beyond där hon sjunger på sitt modersmål samiska. Hon har samarbetat med norska duon Alvedanser och bidragit med joik på låten "Save Me" av Tone Damli Aaberge.

## Diskografi
Album
- 2010 – Dobbelis